# Завада (Олькуський повіт)
Завада (пол. Zawada) — село в Польщі, у гміні Олькуш Олькуського повіту Малопольського воєводства.
Населення — 620 осіб (2011).
У 1975-1998 роках село належало до Катовицького воєводства.

## Демографія
Демографічна структура станом на 31 березня 2011 року:
|          | Загалом | Допрацездатний вік | Працездатний вік | Постпрацездатний вік |
| -------- | ------- | ------------------ | ---------------- | -------------------- |
| Чоловіки | 310     | 57                 | 215              | 38                   |
| Жінки    | 310     | 64                 | 175              | 71                   |
| Разом    | 620     | 121                | 390              | 109                  |